# Flaga Dolnej Saksonii
Flaga Dolnej Saksonii – jeden z symboli kraju związkowego Dolna Saksonia.
Flaga o proporcjach 2:3, podzielona dwukrotnie na jednakowej wysokości pasy poziome: górny – czarny, środkowy – czerwony, dolny – złoty, odzwierciedlające barwy kraju związkowego; w odległości 14/30 długości od krawędzi drzewcowej oś pionowa hiszpańskiej tarczy herbowej herbu Dolnej Saksonii, której górna i dolna krawędź znajduje się w, odpowiednio, połowie wysokości górnego i dolnego pasa flagi.
Pierwotna ustawa dotycząca wzoru flagi weszła w życie 13 października 1952 roku (Niedersächsischen Gesetz- und Verordnungsblatt z 13.10.1952, s.169), dopuszczała ona również formę bandery i proporca, nowa obowiązuje od 1 czerwca 2007.